# March 87P
O 87P foi o modelo da March na primeira etapa da temporada de 1987 da F1. 
Foi guiado por Ivan Capelli.